# 気仙町 (陸前高田市)
気仙町（けせんちょう）とは、岩手県陸前高田市の地名。郵便番号は029-2204。住民基本台帳によると2021年9月30日の住民は1,929人、世帯数は799世帯である。

## 地理
東は高田町と、北西は矢作町と、南西は気仙沼市唐桑町釜石下と接する。
かつての城下町であって商業・農業地域である今泉地域と漁業・農業地域である長部地域の二つに集落・地域が分かれる。

### 河川
- 気仙川：北東部を南流し、広田湾へと注ぐ。

### 小字
盛岡法務局大船渡出張所の「陸前高田市登記所備付地図データ」（2024年10月5日時点）およびデジタル庁公表のアドレス・ベース・レジストリの「岩手県町字マスターデータセット」（2024年8月13日時点）および運輸局公表の「東北運輸局岩手運輸支局住所コード表」（2024年11月6日時点）によれば、気仙町の小字は以下の通りである。なお、すべての小字が、気仙町字愛宕下のように「字」の字句が付される。
- 愛宕下
- 丑沢
- 月山
- 古谷
- 荒川
- 荒川沢
- 砂盛
- 三本松
- 小渕
- 上長部
- 神崎
- 垂井ヶ沢
- 水上
- 川口
- 双六
- 中ヶ谷
- 中井
- 中堰
- 中瀬
- 町
- 町裏
- 長洞
- 的場
- 田の浜
- 土手影
- 奈々切
- 内野
- 二日市
- 福伏
- 牧田
- 湊
- 木場
- 要谷

## 施設
- 大船渡警察署気仙駐在所[7]
- 陸前高田市立気仙小学校：2019年に今泉地区に新校舎が落成[7][8][9]。
- 旧陸前高田市立気仙中学校（震災遺構）[10]
- 要谷漁港（第1種漁港）[11]
- 長部漁港（第2種漁港）[11]
- 道の駅高田松原
- 高田松原
- 奇跡の一本松

## 交通

### 鉄道
域内に鉄道駅はないが、代わりにBRTの停留所（後述）が存在する。
なお、最寄駅は盛駅（三陸鉄道リアス線、岩手開発鉄道赤崎線・日頃市線）や気仙沼駅（JR大船渡線）が挙げられる。

### 道路
- 三陸沿岸道路
- 国道45号
- 国道340号
- 岩手県道229号長部漁港線
- 陸前高田バイパス
- 姉歯橋
- 気仙大橋

### バス
- 大船渡線BRT
  - 奇跡の一本松駅 - 陸前今泉駅 - 長部駅
- 市内路線バス
  - 福伏線[12][13]
  - 今泉線[13]
- たかたコミュニティバス
  - 今泉循環線[13]
- 岩手県交通
  - 一ノ関大船渡線・一ノ関気仙沼線[14]

## 統計

### 人口
住民基本台帳によると2021年9月30時点での気仙町の人口は以下の通りである。
|        | 世帯数  | 男    | 女      | 計      |
| ------ | ------- | ----- | ------- | ------- |
| 日本人 | 763世帯 | 890人 | 998人   | 1,888人 |
| 外国人 | 36世帯  | 2人   | 39人    | 41人    |
| 合計   | 799世帯 | 892人 | 1,037人 | 1,929人 |

### 労働
2015年10月1日時点での気仙町今泉と気仙町長部の15歳以上の産業別労働者人口は以下の通りである（なお、単位は人）。

#### 第一次産業
| 就業者人口 | 農業 | 林業 | 漁業 |
| ---------- | ---- | ---- | ---- |
| 総合       | 21人 | 5人  | 70人 |
| 男         | 14人 | 4人  | 50人 |
| 女         | 7人  | 0人  | 20人 |

#### 第二次産業
| 就業者人口 | 鉱業 採石業 砂利採取業 | 建設業 | 製造業 |
| ---------- | ---------------------- | ------ | ------ |
| 総合       | 2人                    | 92人   | 124人  |
| 男         | 2人                    | 78人   | 67人   |
| 女         | 0人                    | 14人   | 57人   |

#### 第三次産業
| 就業者人口 | 水道 電気 ガス | 情報通信 | 運輸 郵便 | 小売 卸売 | 金融 保険 | 不動産 物販賃貸 | 学術研究 専門サービス 技術サービス | 宿泊 飲食サービス | 生活関連サービス 娯楽 | 教育 学習支援 | 医療 福祉 | 複合サービス | サービス | 公務 | その他 |
| ---------- | -------------- | -------- | --------- | --------- | --------- | --------------- | ---------------------------------- | ----------------- | --------------------- | ------------- | --------- | ------------ | -------- | ---- | ------ |
| 総合       | 1人            | 5人      | 29人      | 81人      | 7人       | 9人             | 2人                                | 36人              | 13人                  | 18人          | 65人      | 24人         | 26人     | 24人 | 0人    |
| 男         | 1人            | 2人      | 29人      | 37人      | 1人       | 5人             | 1人                                | 8人               | 6人                   | 7人           | 11人      | 22人         | 17人     | 15人 | 0人    |
| 女         | 0人            | 3人      | 0人       | 44人      | 6人       | 4人             | 1人                                | 28人              | 7人                   | 11人          | 54人      | 2人          | 9人      | 9人  | 0人    |

## 東日本大震災

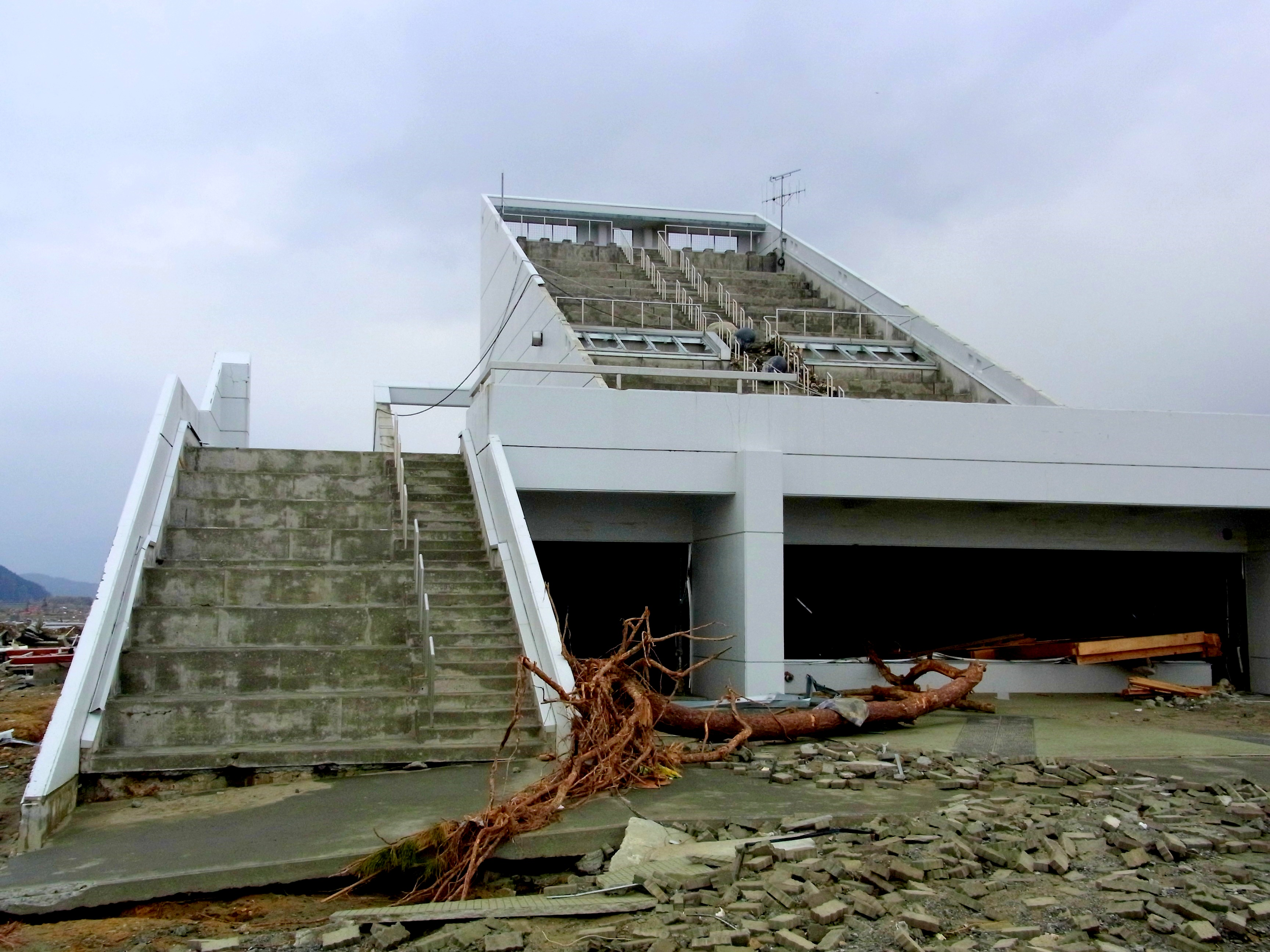
被災後の道の駅高田松原の外観

気仙町での東日本大震災の犠牲者は211人で域内の川口が13.8m、要谷が13.9m浸水し、字双六に所在する四等三角点は53cmの地盤沈下が確認された。

### 域内各地の様子
- 陸前高田市立気仙中学校
  - 東北地方太平洋沖地震が発生した3月11日当日は卒業式の練習を行うため、全校生徒が学校にいたが、地震が発生すると、独自の避難所へ避難して、点呼をとった後に二日市公民館へと移動した[16]。
  - 生徒たちが避難した後に、3階建ての校舎の屋上を越す14.2mの津波が到来する[17]。
  - 4月20日、校舎が被害を被ってしまったため、旧矢作中学校を利用して、再開した[16]。
- 陸前高田市立気仙小学校
  - 全学年の生徒が学校にいる中、地震が発生した。後に教務主任の教職員らが各クラスの担任の教職員へと指示を出し、防寒着を着て、屋外へと避難をした。その後、津波が堤防をこえたという情報を確認し、「わんぱく山」と呼ばれる標高およそ10mの裏山へと全校生徒と教職員が避難をした[16]。低学年は長圓寺へ、高学年は月山神社へと移動し、最終的に保護者への児童引き渡しは6日を要した[16][18]。
  - 4月20日、校舎が津波被害を被ってしまったため、陸前高田市立長部小学校を間借りして、再開した[16]。
- 陸前高田市立長部小学校
  - 2年生から6年生が学校にいる中、地震が発生した。校庭に亀裂が入ったため、校庭ではなく、より標高が高い長部保育所へと避難した[16]。長部地区コミュニティセンターでは炊き出しが行われ[16]。
- 仲町公民館
  - 震災が発生した当日、仲町公民館は津波に襲われ、2021年3月1日時点で仲町公民館に避難していた24人が死亡もしくは行方不明になっている[19][20]。
- 鉄砲町公民館
  - 震災が発生した当日、鉄砲町公民館は津波に襲われ、2021年3月1日時点で鉄砲町公民館に避難していた54人が犠牲となっている[20]。
- 二日市公民館
  - 本来、約50人が定員であったが、実際には気仙中学校の生徒など約200人が避難してきた[16]。また、地域住民から、食料と毛布が提供が提供された。
- 今泉保育所
  - 地震が発生した時、児童は昼寝の時間であった。地震と同時に停電が発生したため、各クラスの担任が一時的に判断を下したが、最終的に全クラスが庭に集合した[16]。
  - その後、今泉地区コミュニティの会長と相談して、気仙小学校に避難し、最終的に長部保育所へと移動した。なお、職員らは避難中も引き渡し作業と保育などの業務も行った[16]。
- 長部保育所
  - 地震が発生した時、児童は昼寝の時間であった。長部保育所は高台に位置していたため、地震のゆれがおさまるのをまって、庭へと待機し、随時児童の引き渡しを行った。また、被害が少なかったこともあって、今泉保育所の児童、職員、保護者らが避難所として利用した[16]。

### 被害統計
2012年11月30日時点の気仙町の世代・男女別の犠牲者・死亡率は以下の通りである。
| 世代と性別 | 死者 | 死亡率 | 当時の人口 |
| ---------- | ---- | ------ | ---------- |
| 男性       | 90   | 5.96%  | 1,511      |
| 女性       | 121  | 6.81%  | 1,776      |
| 15歳未満   | 0    | 0.00%  | 401        |
| 15 - 64歳  | 86   | 4.79%  | 1,796      |
| 65歳以上   | 125  | 11.47% | 1,090      |
| 合計       | 211  | 6.42%  | 3,287      |

建物の被害は以下の通りである（なお、住民票を移さずに被災した世帯も統計に含まれているために被害割合が100%を超過する場合がある）。
|          |          | 全壊  | 大規模半壊 | 半壊 | 一部損壊 | 合計   |
| -------- | -------- | ----- | ---------- | ---- | -------- | ------ |
| 世帯数   | 津波被害 | 850   | 18         | 8    | 6        | 882    |
| 世帯数   | 地震被害 | 0     | 0          | 1    | 229      | 230    |
| 世帯数   | 合計     | 850   | 18         | 9    | 235      | 1,112  |
| 被害割合 | 津波被害 | 78.6% | 1.7%       | 0.7% | 0.6%     | 81.6%  |
| 被害割合 | 地震被害 | 0%    | 0%         | 0.1% | 21.2%    | 21.3%  |
| 被害割合 | 合計     | 78.6% | 1.7%       | 0.8% | 21.7%    | 102.9% |

## 文化財
気仙町内の文化財は以下の通りである。
| 名称                 | 指定   | 区分           | 指定年月日    | 備考 |
| -------------------- | ------ | -------------- | ------------- | --- |
| 吉田家住宅           | 県指定 | 有形文化財     | 2006年9月26日 | 気仙郡の総肝入であった吉田家の住宅であり、主屋以外は東日本大震災で失われたが、主屋は令和6年を目処に復旧が続けられている。 |
| 上長部観音堂の板碑群 | 市指定 | 有形文化財     | 2016年4月1日  | 気仙三十三観音の五番札所である上長部観音堂に安置されている。                                                              |
| 要谷の板碑群         | 市指定 | 有形文化財     | 2016年4月1日  | |
| 湊の津波記念碑       | 市指定 | 有形文化財     | 2016年4月1日  | |
| 気仙町けんか七夕祭り | 県指定 | 無形民俗文化財 | 1997年9月2日  | 約900年の歴史がある山車と山車をぶつけ合う祭りである。                                                                     |
| 二日市寅舞           | 市指定 | 無形民俗文化財 | 1978年5月27日 | 気仙隕石が落下した際に住民が災厄除けとして始めた。                                                                        |
| 長部湊七福神舞       | 市指定 | 無形民俗文化財 | 1981年6月3日  | |
| 要谷たるこ踊り       | 市指定 | 無形民俗文化財 | 1981年6月3日  | |

## 著名な出身者
- 鈴木弘規 - 元プロ野球選手